# Barruelo de Santullán
Barruelo de Santullán – gmina w Hiszpanii, w prowincji Palencia, w Kastylii i León, o powierzchni 53,3 km². W 2011 roku gmina liczyła 1403 mieszkańców.